# بخش سوراج پور
بخش سوراج پور (به انگلیسی: Surajpur district) یک منطقهٔ مسکونی در هند است که در Surguja Division واقع شده‌است. بخش سوراج پور ۲٬۷۸۶٫۷۶ کیلومتر مربع مساحت و ۷۸۹٬۰۴۳ نفر جمعیت دارد.